# Johan Wilhelm Lantzendorffer

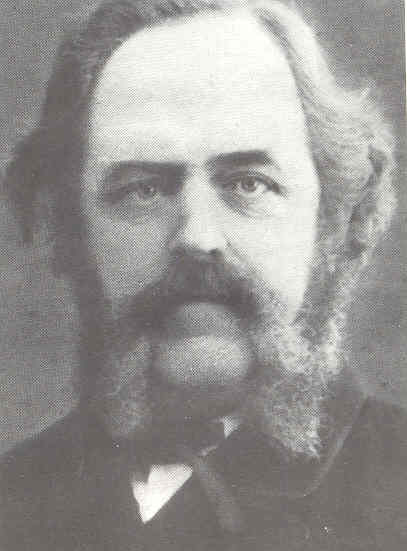
Johan Wilhelm Lantzendorffer

Johan Wilhelm Lantzendorffer (Amsterdam, 20 november 1836 – Heemstede, 16 april 1910) was een Nederlands burgemeester.
In de zomer van 1865 werd hij burgemeester van Ilpendam en in juli 1869 volgde zijn benoeming tot burgemeester van Haarlemmermeer. Hij was getrouwd met Christina Boll; uit dit huwelijk werden twee dochters en een zoon geboren. Zijn vrouw Christina woonde maar heel kort in Hoofddorp, want zij stierf reeds op 16 mei 1870.
De weduwnaar hertrouwde in maart 1877 met Zegerina de Vrede, die moeder werd van twee zonen en twee dochters. In augustus 1894 verhuisde het gezin. Op 1 juli 1908 legde hij zijn ambt neer en hij overleed in april 1910.
Vermeldenswaardig is verder dat op dinsdag 29 november 1881 de IJsclub Haarlemmermeer werd opgericht waarbij het eerste bestuur bestond uit J.W. Lantzendorffer, P. Pijnappel, P. Zijlmans, B. Buurman en M. van Batenburg.

## Trivia
De burgemeester in de boeken over Dik Trom is gebaseerd op Lantzendorffer.